# شهرستان پاتنم (ایلینوی)
شهرستان پاتنم، ایلینوی (به انگلیسی: Putnam County, Illinois) یک سکونتگاه مسکونی در ایالات متحده آمریکا است که در ایلینوی واقع شده‌است.

## نگارخانه

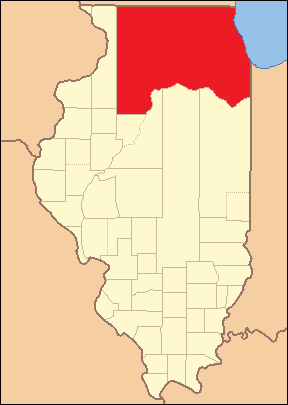
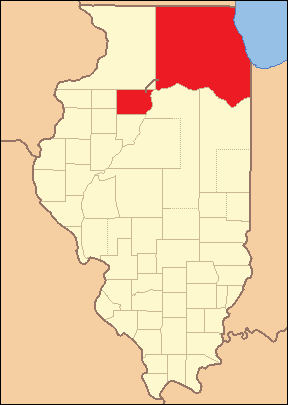
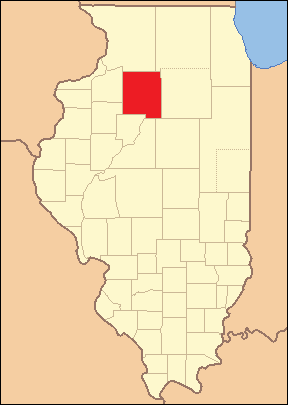
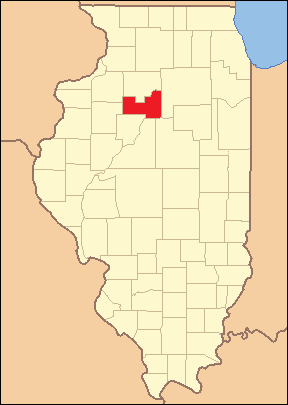
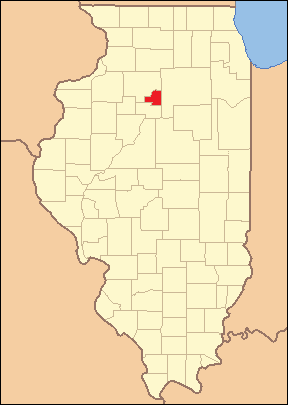